# Linh dương Eland lớn
Linh dương eland lớn (danh pháp hai phần: Taurotragus derbianus, tiếng Anh: Giant eland) là một loài một loài động vật có vú trong họ Bovidae, bộ Artiodactyla. Chúng được mô tả lần đầu năm 1847 bởi John Edward Gray, là loài trâu bò lớn nhất với thân dài từ 220–290 cm (87–114 in).
Là một động vật ăn cỏ, linh dương eland lớn không phải là loài chiếm lãnh thổ riêng, và có phạm vi nơi ở lớn. Chúng cảnh giác và thận trọng một cách tự nhiên khiến cho chúng khó tiếp cận và quan sát. Linh dương eland lớn có thể chạy với tốc độ lên tới 70 km/h và sử dụng tốc độ này như là một sự bảo vệ chống lại động vật ăn thịt. Giao phối diễn ra trong suốt cả năm, nhưng đỉnh điểm là trong mùa mưa. Chúng chủ yếu sinh sống ở thảo nguyên và rừng và tràng lá rộng.
Linh dương eland lớn có nguồn gốc Cameroon, Cộng hòa Trung Phi, Tchad, Cộng hòa Dân chủ Congo, Guinea, Mali, Sénégal, Nam Sudan. Nó không còn hiện diện trong Gambia, Ghana, Bờ Biển Ngà, Togo. Sự hiện diện của nó là không chắc chắn trong Nigeria, Guinea-Bissau, Uganda. Phân loài đã được liệt kê với các trạng thái bảo tồn khác nhau bở Liên minh Quốc tế Bảo tồn Thiên nhiên (IUCN).

## Phân loại

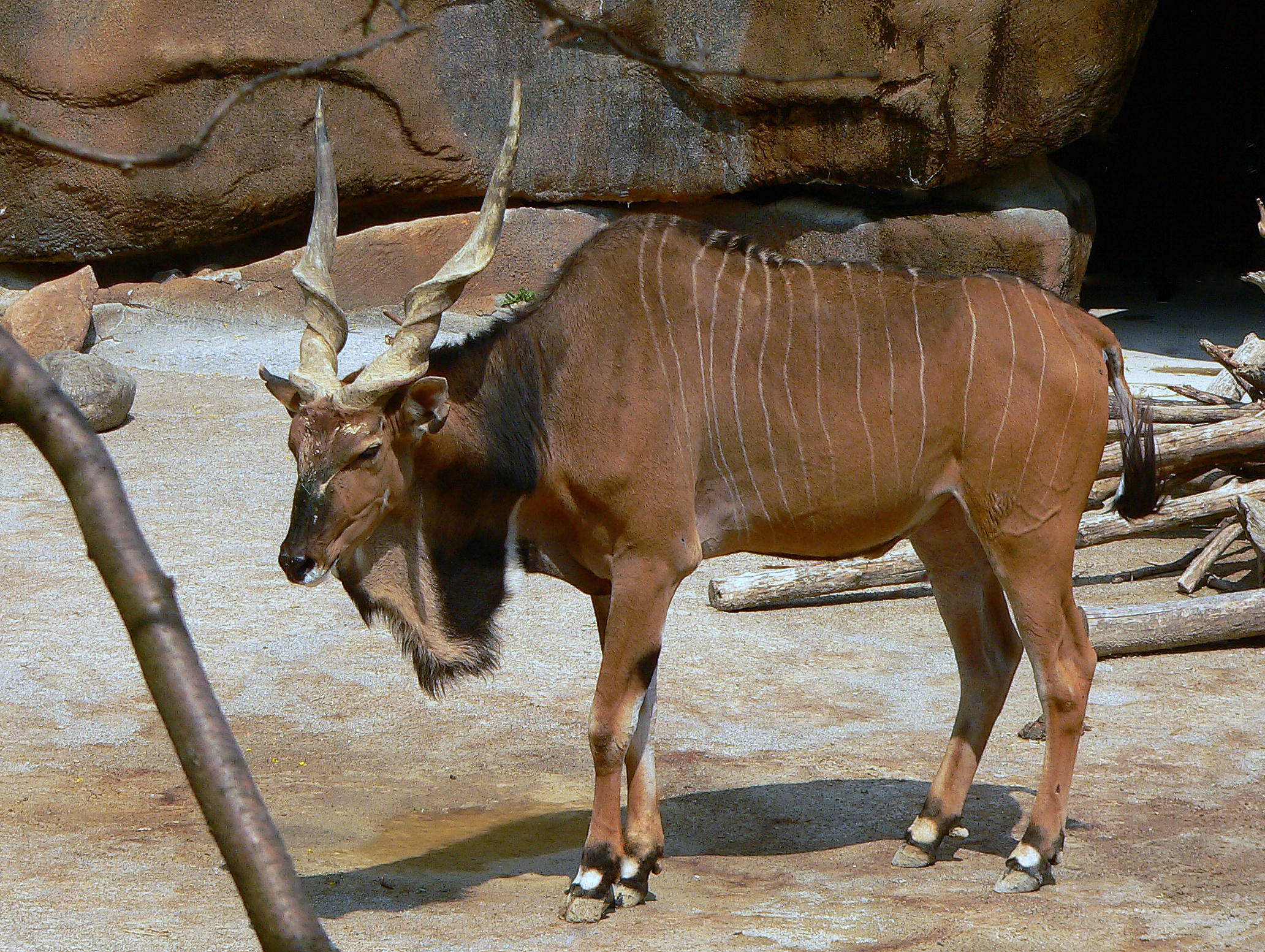
Phân loài T. d. gigas ở Vườn thú và bách thảo Cincinnati

Linh dương eland lớn được mô tả lần đầu năm 1847 bởi nhà động vật học người Anh John Edward Gray dưới tên Boselaphus derbianus. Đương thời, nó được gọi là 'black-necked eland' và Gingi-ganga.
Linh dương eland lớn được đặt trong chi Taurotragus, cùng với linh dương Eland (T. oryx), nó đôi khi được xem là phần của chi Tragelaphus theo phát sinh loài phân tử. Linh dương eland lớn và linh dương thường Đông Phi của chi Taurotragus kết hợp với chi Tragelaphus tạo nên tông Tragelaphini. Du vài tác giả, như Theodor Haltenorth, xem hai loài Taurotragus là đồng nghĩa, chúng thường được tách riêng.
Hai phân loài được công nhận:
- T. d. derbianus J. E. Gray, 1847 – ở Tây Phi, đặc biệt là Sénégal tới Mali
- T. d. gigas Heuglin, 1863 – ở Đông Phi, đặc biệt là Cameroon tới Nam Sudan